# القتل اللذيذ (فلم)
القتل اللذيذ هو فيلم مصري، من تأليف حسن شاه وإخراج أشرف فهمي، ومن إنتاج قطاع الإنتاج - اتحاد الإذاعة والتلفزيون (ج.م.ع)، وبطولة كل منى زكى، الهام شاهين، ميرفت امين، سمير صبرى، خالد النبوى، احمد خليل، داليا إبراهيم.

## القصة
يدور الفيلم حول محاميه شهيره تقوم بدورها (ميرفت امين) تنخدع في تاجره المخدرات والتي تقوم بدورها (الهام شاهين) وتدافع عنها اعتقادا منها انها بريئه من تلك التهمه وكانت الهام على يقين انه إذا علمت ميرفت انها مذنبه فلن تدافع عنها فتحاول جر ابنتها الوحيده التي تقوم بدورها (منى زكى) إلى عالم المخدرات والإدمان حيث كانت منى زكى من المترددات إلى محل الملابس الخاص بالهام شاهين لتوطد الهام علاقتها بمنى وتجرها إلى هذا العالم المتوحش حتى تصبح منى مدمنه للمخدرات وتسجل لها الهام شريط فيديو لتهدد به ميرفت امين إذا تخلت عن قضيتها ولم تدافع عنها وفي نفس الوقت كان يساعدها خالد النبوى زوج صديقه منى إلى ماتت متاثره بالمخدرات بسبب الهام شاهين ولكنه لم يبلغ عنها لارتباطه معها بعلاقه غير شرعيه وعندما تعلم ميرفت بان ابنتها الوحيده أصبحت مدمنه للمخدرات تحاول ان تبعدها عن هذا الخطر الذي يهددها ولكنها في لحظه ضعف تعطيها حقنه المخدرات ولكن سمير صبرى زوج ميرفت امين يعلم بالقصة فيحاول مساعده زوجته وابنتها في رحله العلاج من هذا الإدمان وينتهى الفيلم بمحاكمه الهام شاهين وسجنها وعلاج منى وعودتها إلى حياتها الطبيعيه لتكسب ميرفت أهم قضيه في حياتها.

## طاقم التمثيل
- ميرفت أمين
- إلهام شاهين
- سمير صبري
- خالد النبوي
- منى زكي
- أحمد خليل
- ماجدة الخطيب
- سميرة عبد العزيز
- عادل أمين
- داليا إبراهيم
- محمود عامر
- سيد مصطفى
- يسري العشماوي
- محمود السركي
- راندا يسري
- عمرو سمير
- مي سمير
- حمديه حمدي
- نهلة عبدالعزيز
- حسان اليماني